# 勞蒂峰
47°04′16.1″N 9°01′41.6″E / 47.071139°N 9.028222°E

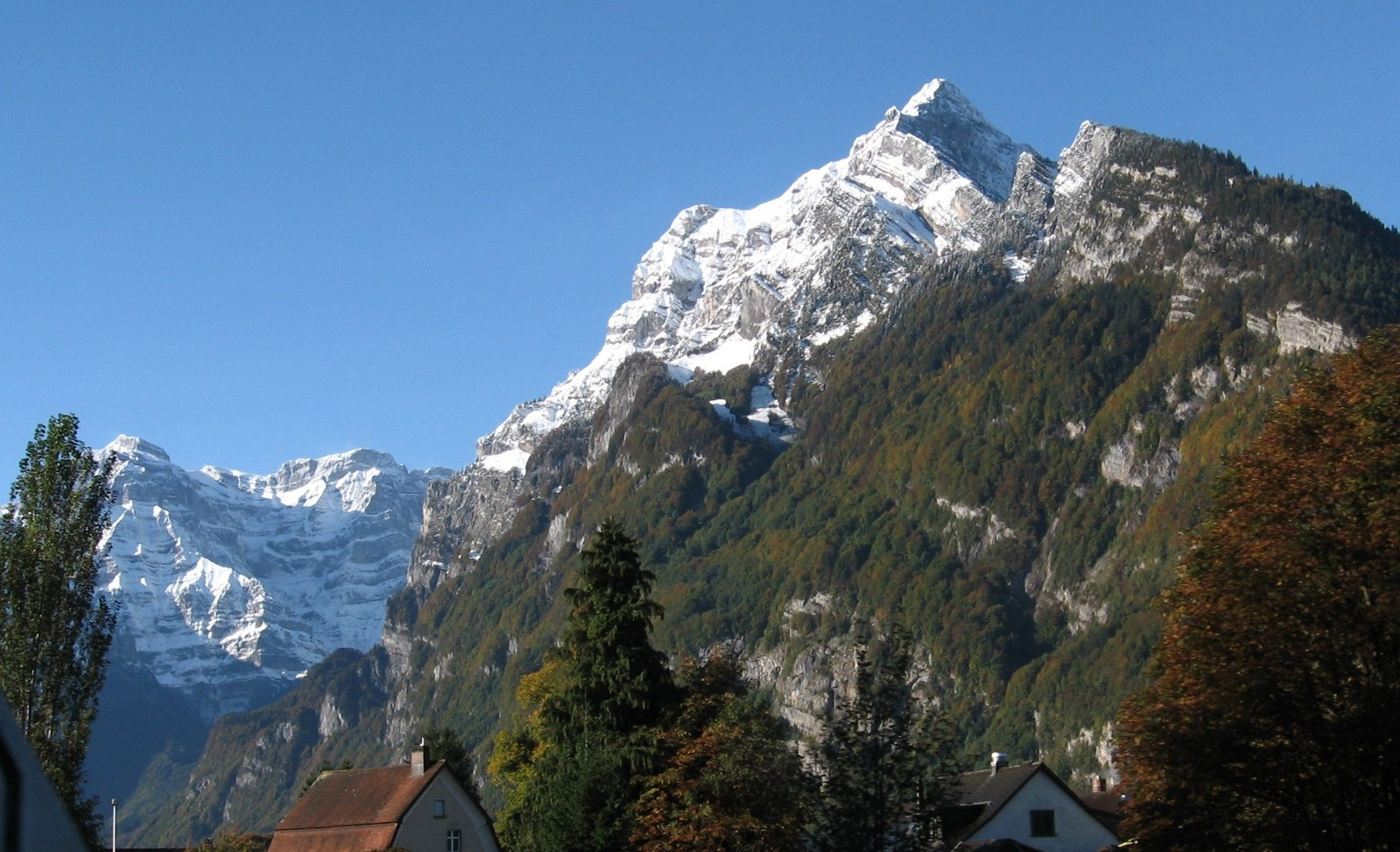

勞蒂峰（Rautispitz），是瑞士的山峰，位於該國東部，由格拉魯斯州負責管轄，屬於施維茨阿爾卑斯山脈的一部分，海拔高度2,283米，每年平均降雨量1,954毫米。

## 外部連結
- Rautispitz on Hikr （页面存档备份，存于）